# トニー・ロビンズ
トニー・ロビンズ（本名：アンソニー・J・マハホリッチ、1960年2月29日-）はアメリカ合衆国の自己啓発書作家、NLP（神経言語プログラミング）コーチング出身のコーチ、起業家、講演者。

## 来歴
ロビンズはカリフォルニア州ノースハリウッドで生まれる。当時、家族は貧困な生活をしていたため、大学入学を断念、ビルの清掃業を務める。その後ロビンズは700以上の成功哲学や心理学の本を読み、セミナーに参加するようになる。1986年には『Unlimited Power』を刊行。全世界で1000万部の大ヒットセラーとなった。
現在は30年以上にわたり、世界中でセミナーを行っており、日本でも2014年に初来日し幕張イベントホールでセミナーを開いている。
また2007年にはフォーブスの世界で最も影響力を持つ著名人「Celebrity 100」に入っている。2007年時点で年間で3000万ドルを稼いでいた。

## 著書と邦訳版
- Unlimited Power（1986年）：『一瞬で自分を変える法』[5]（原書の一部分）、『あなたはいまの自分と握手できるか』[6]（原書の一部分）
- Awaken the Giant Within（1990年）：『一瞬で「自分の夢」を実現する法』[7]『運命を動かす』[8]（原書の前半部分）、『自分を磨く』[9]（原書の後半部分）
- Personal Power（1992年）
- Giant Steps（1994年）：『「成功法則」- 人生に奇跡を起こす12のステップ』[10]、『あなたの「最高」をひきだす方法』[11]、『できることから始めよう』[12]
- Notes From A Friend. Quick and Simple Guide to Taking Charge of Your Life（1995年）：『人生を変えた贈り物』[13]（原書の一部分）
- Personal Power II（1996年）
- Get the Edge（2000年）
- Live with Passion!（2002年）
- Twitter Power（2009年）
- Re-Awaken the Giant Within（2013年）
- Money: Master the Game（2014年）